# 고독한 군중
고독한 군중(The Lonely Crowd)는 미국의 사회학자 데이비드 리스먼이 1950년에 쓴 저서로, 용어로도 사용된다. 부제는 '변화하는 미국의 성격에 대한 연구'이다.
리스먼은 이 책에서 미국인의 성격과 미국의 사회의식이 어떻게 형성되고 나타나는지 분석하고자 하였다. 또한 인류의 역사적 사회성격을 인구변동과 관련해 전통지향형(tradition directed type), 내부지향형(inner directed type), 외부지향형(other directed type)의 세가지로 분류하여 사회가 전통지향형, 내부지향형, 외부지향형 차례대로 발전한다고 하였다. 전통지향형은 전통사회에서 전통과 과거를 행위모형의 주요기준으로 삼은 인간형이며, 전통사회 이후 19세기 초기공업시대까지의 가족에 의해 학습된 도덕과 가치관이 행위기준이 된 인간형이 내부지향형이다. 마지막으로 외부지향형은 또래집단이나 친구집단의 영향에 따라 행동하는 현대인으로 이들은 타자들에게 격리되지 않으려 노력하지만 내면적인 고립감에 번민하는 사회적성격을 가지고 있다. 그렇기 때문에 외부지향형의 시대는 자기상실의 시대로 정치적 무관심을 조장하고 결과적으로는 민주주의 체계를 위협한다고 설명하였는데, 이러한 외부지향형 성격유형을 ‘고독한 군중’으로 파악하였다.
체계적이고 비판적인 이 책은 새롭게 등장한 미국 현대사회의 모습을 명쾌하게 분석했다는 평가를 받았다.